# Tchiflik (Sopichté)
Tchiflik (en macédonien Чифлик, en albanais Çifliku) est un village du nord de la Macédoine du Nord, situé dans la municipalité de Sopichté. Le village comptait 636 habitants en 2002. Il est majoritairement albanais et se trouve sur le versant sud du mont Vodno. Son nom vient du turc Çiftlik, qui désigne une grande propriété agricole située à proximité d'une ville ou d'un village.

## Démographie
Lors du recensement de 2002, le village comptait :
- Albanais : 634
- Macédoniens : 2